# Olten-Gösgen
Olten-Gösgen, Niederamt – jednostka administracyjna (Amtei) w Szwajcarii, w kantonie Solura.  
Amtei składa się z dwóch okręgów (Bezirk) oraz 25 gmin (Gemeinde) o powierzchni 149,44 km² i o liczbie mieszkańców 81 592. 

## Podział administracyjny
Okręgi i gminy w Amtei Olten-Gösgen:
1. Okręg Gösgen: Erlinsbach, Hauenstein-Ifenthal, Kienberg, Lostorf, Niedergösgen, Obergösgen, Stüsslingen, Trimbach, Winznau i Wisen
2. Okręg Olten: Boningen, Däniken, Dulliken, Eppenberg-Wöschnau, Fulenbach, Gretzenbach, Gunzgen, Hägendorf, Kappel, Olten, Rickenbach, Schönenwerd, Starrkirch-Wil, Walterswil i Wangen bei Olten